# Szentgotthárd
Szentgotthárd là một thành phố thuộc hạt Vas, Hungary. Thành phố này có diện tích 67,73 km², dân số năm 2010 là 8881 người, mật độ 131 người/km².